# Проспект Мира (Калининград)
Проспе́кт Ми́ра — улица в Центральном районе Калининграда (до 1945 года — Хуфеналле в районе Хуфен Кёнигсберга).
На проспекте Мира располагаются объекты
культурного наследия муниципального и регионального значения.
Улицу пересекает Парковый ручей (Хуфенфрайграбен, Фрайграбен), соединяющий зеленые зоны Центрального парка и  Калининградского зоопарка.

## История

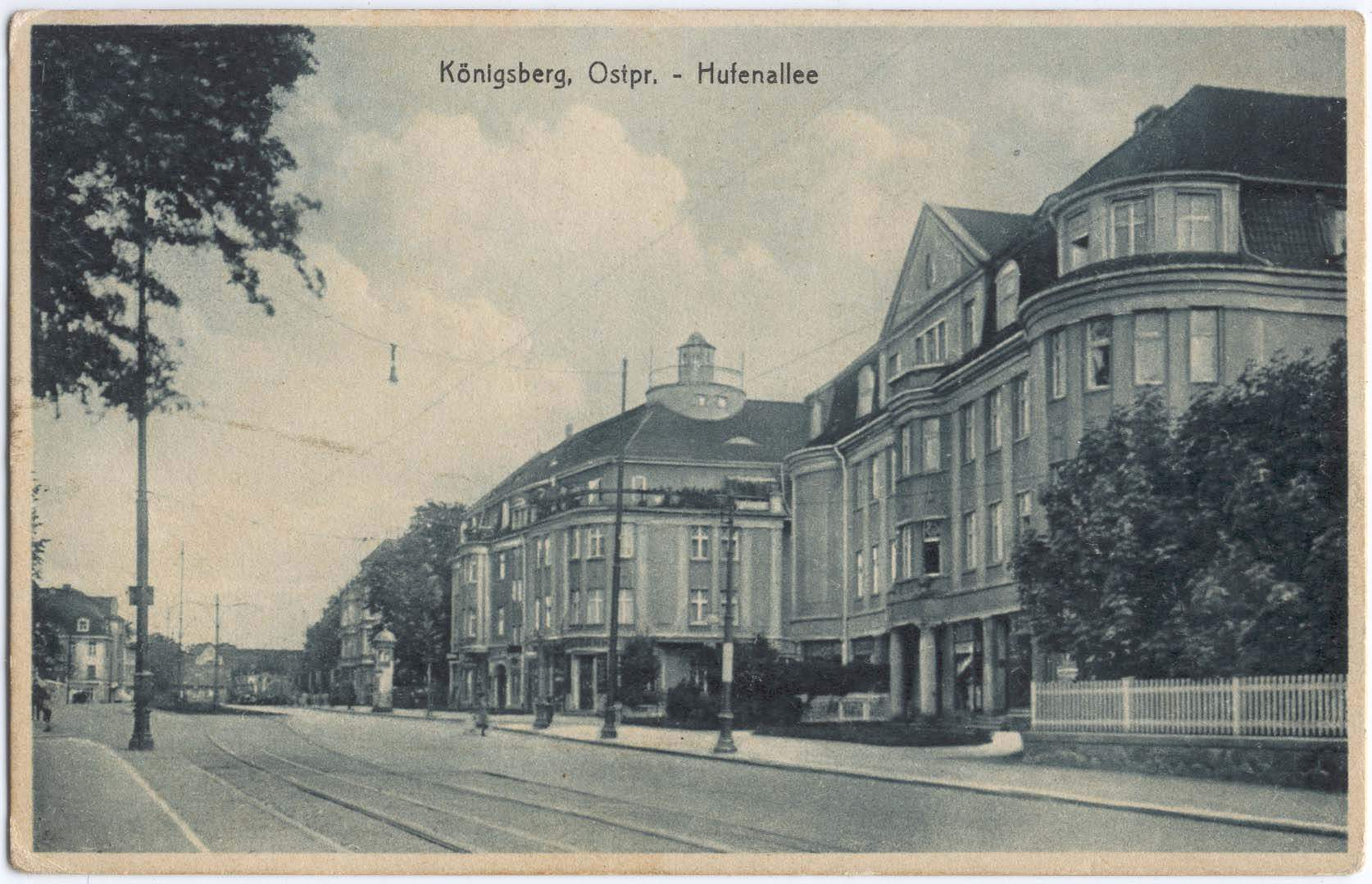
Вид на Хуфеналле от пересечения с Луизеналле, 1920е-1930е годы

До вхождения Хуфена в состав Кёнигсберга называлась Гауптштрассе (нем. Hauptstraße — Главная улица). Территории вдоль улицы были заняты богатыми имениями. 
Дальнейшее название улицы — производное от названия района Хуфен, которое произошло от единицы измерения расстояния Hufe, приблизительно 30 моргенов. В 1286 году эта местность отошла под власть  Альтштадта, а к 1300 году стала называться Хуфен.
Хуфеналле, которая на востоке переходила в Книпродештрассе (ул. Театральная) в Штайндамме и Нойроссгартене, а на западе - во внешние пригороды Кёнигсберга, такие как Метгетен и Модиттен, была главной магистралью Хуфена.
Западная часть улицы от парка Луизенваль (ныне Центральный парк) до внешних пригородов Кёнигсберга называлась Хаммервег (от нем. Hammer — "молот" и Weg — "дорога"), что, предположительно, связано с тем, что по ней добирались к одной из первых кузниц Кёнигсберга, стоявшей на пруду Хаммертайх (в настоящее время — озеро Дзержинец).
В  Третьем рейхе начало улицы было переименовано в  Адольф-Гитлер-штрассе.
По приказу Особого военного округа улица была переименована в ул. Сталинградскую, а затем в Сталинградский проспект. В 1961 году была переименована в проспект Мира.